# HEMA (零售)
HEMA是一家荷兰杂货连锁店。该连锁店售賣的生活用品价格相对较低，这些商品大多由HEMA親自製作。HEMA的所有者是荷兰亿万富翁马塞尔·布克霍恩。

## 历史
第一家HEMA門店于1926年11月4日在阿姆斯特丹开业，由奢侈品百货公司女王店的所有者創辦。第二次世界大战期間，一些犹太HEMA员工死於納粹大屠殺。
1990年代開始，HEMA將業務拓展至其他国家。